# Georg Adam von Starhemberg
Principe Johann Georg Adam di Starhemberg (Londra, 10 agosto 1724 – Vienna, 19 aprile 1807) è stato un nobile e diplomatico austriaco.
Fu tra i più intimi amici e consiglieri dell'imperatrice Maria Teresa d'Austria. Organizzò a livello diplomatico la sventurata unione tra l'arciduchessa Maria Antonietta d'Austria e re Luigi XVI di Francia.

## Origini
Georg Adam nacque a Londra, figlio quintogenito dell'inviato imperiale conte Konrad Sigmund von Starhemberg (1689–1727) e di sua moglie, la principessa Leopoldina von Löwenstein. Re Giorgio I fu suo padrino di battesimo. Nella sua famiglia erano però già presenti altri volti noti della politica austriaca come il prozio Gundakar Thomas von Starhemberg (1663–1745), esperto finanziario alla corte di Vienna che giocò un ruolo fondamentale nell'educazione del giovane Georg Adam ed il prozio conte Ernst Rüdiger von Starhemberg (1638–1701), governatore militare di Vienna e figura predominante durante la Battaglia di Vienna e poi nella guerra austro-turca dal 1683 al 1699.
Nel 1727, quando Georg Adam aveva solo tre anni, suo padre morì all'età di 38 e pertanto egli fece ritorno a Vienna dove la sua educazione proseguì sotto la guida di sua madre e del prozio Gundaker. Successivamente intraprese un Grand Tour, visitando diverse capitali e corti d'Europa.
Nel 1742, all'età di 18 anni, il conte Georg Adam von Starhemberg entrò nell'amministrazione civile statale austriaca. Nel 1748, venne nominato 'Consigliere aulico dell'Impero' (Reichshofrat) e divenne ciambellano (Kammerherr) dell'arciduca Giuseppe, figlio primogenito dell'imperatrice Maria Teresa d'Austria.
Negli anni successivi viaggiò come inviato a Lisbona, Trieste, Madrid e Parigi dove incontrò Wenzel Anton von Kaunitz-Rietberg, noto statista austriaco, con lui imparentato per aver sposato Maria Ernestine von Starhemberg (1717–1749), pronipote di suo zio Gundaker Thomas Graf von Starhemberg.
Nel 1754 il conte Georg Adam venne inviato nuovamente a Parigi e vi rimase per i successivi dodici anni, continuando la sua collaborazione col Kaunitz per creare un riavvicinamento tra gli Asburgo e la Francia dopo un lungo conflitto. Egli cercò innanzitutto di influenzare il re francese attraverso la sua principale amante, Madame de Pompadour. Il primo incontro tra l'inviato austriaco e la marchesa per questa proposta ebbe luogo il 30 agosto 1755.
Nel 1756 il Trattato di Versailles venne concluso con la partecipazione del conte di Starhemberg. A Parigi, inoltre, egli negoziò il matrimonio tra l'arciduchessa austriaca Maria Antonietta e l'allora duca di Berry, futuro re Luigi XVI di Francia. Nel 1770 accompagnò l'arciduchessa al suo primo incontro col suo futuro marito. Per i pregevoli servigi resi allo stato austriaco, nel 1759 venne insignito della prestigiosa onorificenza del Toson d'oro, nel 1765 ottenne il titolo di principe e nel 1767 ottenne la gran croce dell'Ordine Reale di Santo Stefano d'Ungheria.
In quello stesso anno venne inviato a Bruxelles come "ministro autorizzato" (corrispondente alla moderna carica di ministro plenipotenziario) nei Paesi Bassi austriaci, dal momento che il suo predecessore il conte Karl von Cobenzl era morto nel gennaio di quello stesso anno.
Una delle decisioni che spinsero il governo austriaco ad inviare Starhemberg a Bruxelles fu che Giuseppe II che dal 1765 era divenuto coreggente e soffriva sempre meno l'influenza a corte del conte e soprattutto la sua vicinanza alla madre Maria Teresa a Vienna. Starhemberg rimase a Bruxelles per i successivi 13 anni, stimolando lo sviluppo della provincia dei Paesi Bassi austriaci malgrado Giuseppe avesse limitato i suoi poteri. Durante la Guerra d'indipendenza americana Starhemberg tentò di stabilire contatti commerciali con la nuova nazione.
Georg Adam von Starhemberg fu anche il fondatore della prima accademia nei Paesi Bassi austriaci, a Bruxelles, nel 1772, convertendo la Società Letteraria già istituita dal conte Karl von Cobenzl nell'Accademia Imperiale e Reale delle Scienze e delle Lettere di Bruxelles, con l'approvazione di Maria Teresa.
Starhemberg tornò a Vienna nel 1783. Il conte Belgiojoso divenne suo successore a Bruxelles e ministro autorizzato per i Paesi Bassi austriaci.
Dal 1783 sino al 1807 Starhemberg occupò la posizione di Gran Maestro della Casa Reale (Obersthofmeister) alla corte imperiale di Vienna. Ad ogni modo i suoi incarichi e le sue mansioni erano perlopiù rappresentative, senza significato politico ad eccezione del periodo dopo la morte di Giuseppe II nel 1790, quando tornò in auge per breve tempo.
Nel 1807 Starhemberg morì all'età di 83 anni.

## Matrimonio e figli
Il 13 novembre 1747 sposò sua cugina, la contessa Teresa von Starhemberg. Ella ad ogni modo morì nell'ottobre del 1749 lasciandogli una figlia che morì in tenera età a Parigi nel 1756.
Nel 1761 si risposò con la principessa Maria Francesca Giuseppa di Salm-Salm, figlia del principe Nicola Leopoldo, la quale diede alla luce, l'anno successivo, il suo erede Ludwig von Starhemberg (1762–1833). Luigi XV di Francia fu padrino del bambino.

## Ascendenza
|                                                                                                  |                                                                                          |                                                                                                   | Genitori                                                                 |  |  | Nonni |  |  | Bisnonni                                                 |  |  | Trisnonni                  |  |
|                                                                                                  |                                                                                          |                                                                                                   |                                                                          |  |  |       |  |  | Konrad Balthasar von Starhemberg, I conte di Starhemberg |  |  | Paul Jakob von Starhemberg |  |
|                                                                                                  |                                                                                          |                                                                                                   |                                                                          |  |  |       |  |  | Konrad Balthasar von Starhemberg, I conte di Starhemberg |  |  | Paul Jakob von Starhemberg |  |
|                                                                                                  |                                                                                          | Dorothea von Thannhausen                                                                          |                                                                          |  |  |       |  |  | Konrad Balthasar von Starhemberg, I conte di Starhemberg |  |  |                            |  |
| Franz Ottokar von Starhemberg, II conte di Starhemberg                                           |                                                                                          |                                                                                                   |                                                                          |  |  |       |  |  | Konrad Balthasar von Starhemberg, I conte di Starhemberg |  |  |                            |  |
|                                                                                                  |                                                                                          | Katharina Franziska Cavriani                                                                      | Federico Cavriani                                                        |  |  |       |  |  |                                                          |  |  |                            |  |
|                                                                                                  |                                                                                          | Katharina Franziska Cavriani                                                                      | Federico Cavriani                                                        |  |  |       |  |  |                                                          |  |  |                            |  |
|                                                                                                  |                                                                                          | Katharina Franziska Cavriani                                                                      | Elisabeth von Meggau                                                     |  |  |       |  |  |                                                          |  |  |                            |  |
| Konrad Siegmund von Starhemberg, III conte di Starhemberg                                        |                                                                                          | Katharina Franziska Cavriani                                                                      |                                                                          |  |  |       |  |  |                                                          |  |  |                            |  |
|                                                                                                  |                                                                                          | Johann Otto von Rindsmaul                                                                         | Johann Rupert von Rindsmaul                                              |  |  |       |  |  |                                                          |  |  |                            |  |
|                                                                                                  |                                                                                          | Johann Otto von Rindsmaul                                                                         | Johann Rupert von Rindsmaul                                              |  |  |       |  |  |                                                          |  |  |                            |  |
|                                                                                                  |                                                                                          | Johann Otto von Rindsmaul                                                                         | Maria Salome von Herberstein                                             |  |  |       |  |  |                                                          |  |  |                            |  |
| Maria Cäcilie von Rindsmaul                                                                      |                                                                                          | Johann Otto von Rindsmaul                                                                         |                                                                          |  |  |       |  |  |                                                          |  |  |                            |  |
|                                                                                                  |                                                                                          | Eleonora von Dietrichstein                                                                        | Sigismund Ludwig von Dietrichstein                                       |  |  |       |  |  |                                                          |  |  |                            |  |
|                                                                                                  |                                                                                          | Eleonora von Dietrichstein                                                                        | Sigismund Ludwig von Dietrichstein                                       |  |  |       |  |  |                                                          |  |  |                            |  |
|                                                                                                  |                                                                                          | Eleonora von Dietrichstein                                                                        | Anna Maria von Meggau                                                    |  |  |       |  |  |                                                          |  |  |                            |  |
| Georg Adam von Starhemberg                                                                       |                                                                                          | Eleonora von Dietrichstein                                                                        |                                                                          |  |  |       |  |  |                                                          |  |  |                            |  |
|                                                                                                  | Ferdinand Karl von Löwenstein-Wertheim-Rochefort, conte di Löwenstein-Wertheim-Rochefort | Johann Theodor Dietrich von Löwenstein-Wertheim-Rochefort, conte di Löwenstein-Wertheim-Rochefort |                                                                          |  |  |       |  |  |                                                          |  |  |                            |  |
|                                                                                                  | Ferdinand Karl von Löwenstein-Wertheim-Rochefort, conte di Löwenstein-Wertheim-Rochefort | Johann Theodor Dietrich von Löwenstein-Wertheim-Rochefort, conte di Löwenstein-Wertheim-Rochefort |                                                                          |  |  |       |  |  |                                                          |  |  |                            |  |
|                                                                                                  | Ferdinand Karl von Löwenstein-Wertheim-Rochefort, conte di Löwenstein-Wertheim-Rochefort | Josina de La Mark                                                                                 |                                                                          |  |  |       |  |  |                                                          |  |  |                            |  |
| Massimiliano Carlo di Löwenstein-Wertheim-Rochefort, I principe di Löwenstein-Wertheim-Rochefort | Ferdinand Karl von Löwenstein-Wertheim-Rochefort, conte di Löwenstein-Wertheim-Rochefort |                                                                                                   |                                                                          |  |  |       |  |  |                                                          |  |  |                            |  |
|                                                                                                  |                                                                                          | Anna Maria von Fürstenberg-Heiligenberg                                                           | Egon VIII di Fürstenberg-Heiligenberg, conte di Fürstenberg-Heiligenberg |  |  |       |  |  |                                                          |  |  |                            |  |
|                                                                                                  |                                                                                          | Anna Maria von Fürstenberg-Heiligenberg                                                           | Egon VIII di Fürstenberg-Heiligenberg, conte di Fürstenberg-Heiligenberg |  |  |       |  |  |                                                          |  |  |                            |  |
|                                                                                                  |                                                                                          | Anna Maria von Fürstenberg-Heiligenberg                                                           | Anna Maria di Hohenzollern-Hechingen                                     |  |  |       |  |  |                                                          |  |  |                            |  |
| Maria Leopoldina von Löwenstein-Wertheim-Rochefort                                               |                                                                                          | Anna Maria von Fürstenberg-Heiligenberg                                                           |                                                                          |  |  |       |  |  |                                                          |  |  |                            |  |
|                                                                                                  |                                                                                          | Mathias Khuen von Belasi                                                                          | Jakob Khuen von Belasi                                                   |  |  |       |  |  |                                                          |  |  |                            |  |
|                                                                                                  |                                                                                          | Mathias Khuen von Belasi                                                                          | Jakob Khuen von Belasi                                                   |  |  |       |  |  |                                                          |  |  |                            |  |
|                                                                                                  |                                                                                          | Mathias Khuen von Belasi                                                                          | Siguna Margaretha von Annenberg                                          |  |  |       |  |  |                                                          |  |  |                            |  |
| Maria Polyxena Khuen von Belasi                                                                  |                                                                                          | Mathias Khuen von Belasi                                                                          |                                                                          |  |  |       |  |  |                                                          |  |  |                            |  |
|                                                                                                  |                                                                                          | Anna Susanna Apollonia von Meggau                                                                 | Ferdinand Helfrich Balthasar von Meggau, conte di Meggau                 |  |  |       |  |  |                                                          |  |  |                            |  |
|                                                                                                  |                                                                                          | Anna Susanna Apollonia von Meggau                                                                 | Ferdinand Helfrich Balthasar von Meggau, conte di Meggau                 |  |  |       |  |  |                                                          |  |  |                            |  |
|                                                                                                  |                                                                                          | Anna Susanna Apollonia von Meggau                                                                 | Esther von Sulz                                                          |  |  |       |  |  |                                                          |  |  |                            |  |
|                                                                                                  |                                                                                          | Anna Susanna Apollonia von Meggau                                                                 |                                                                          |  |  |       |  |  |                                                          |  |  |                            |  |